# Чичковская волость
Чи́чковская волость — административно-территориальная единица в составе Карачевского уезда.
Административный центр — село Чичково.
Волость была образована в ходе реформы 1861 года; являлась наименьшей волостью уезда по численности населения. Значительную часть территории волости занимали леса.
В 1880-х годах Чичковская волость была упразднена, а её территория присоединена к Бутерской волости.
Ныне вся территория бывшей Чичковской волости входит в состав Навлинского района Брянской области.